# Yramos

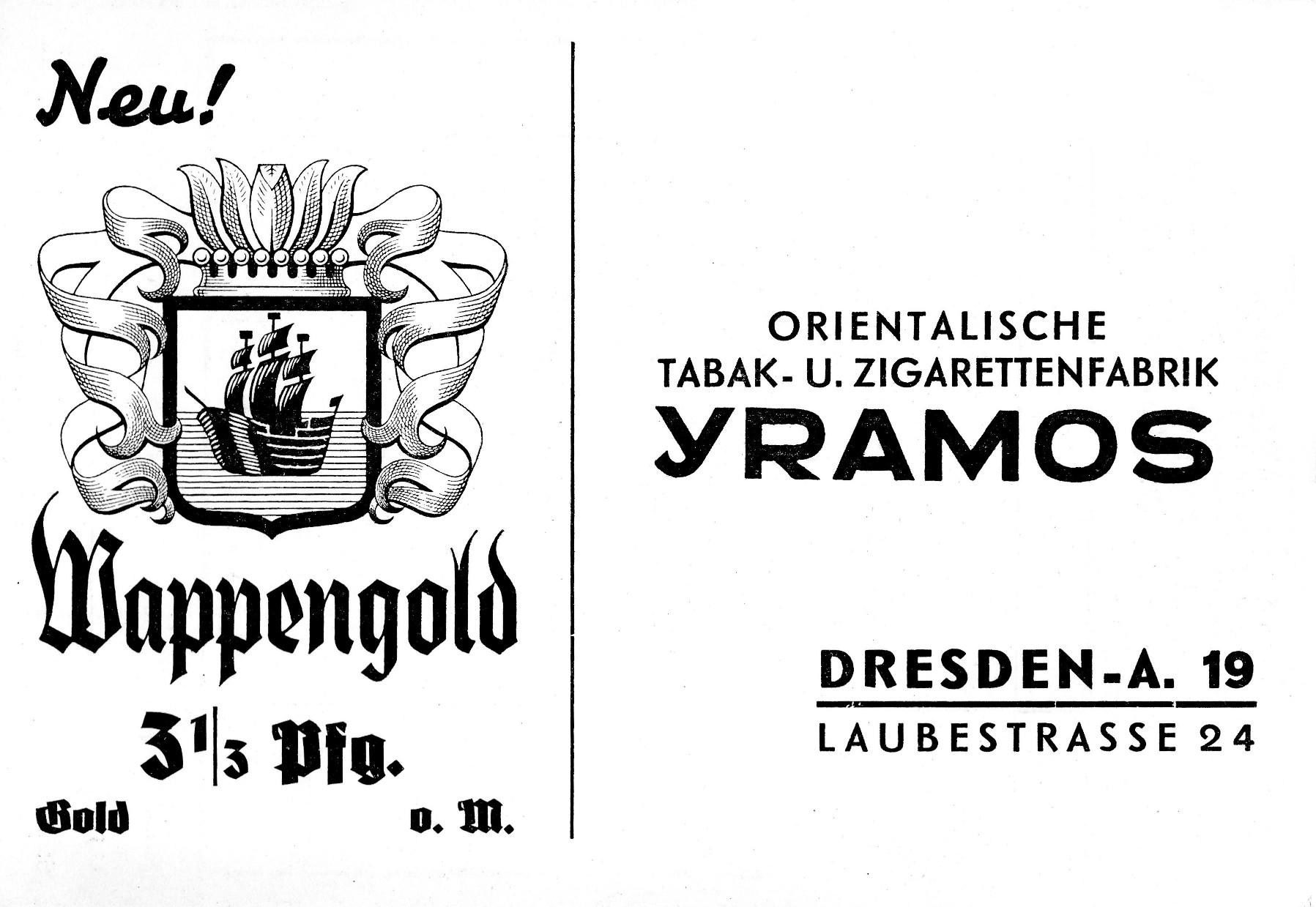
Yramos Bestellkarte

Die Yramos war eine Zigarettenfabrik, die als Firma 1922 eingetragen wurde. Das Unternehmen wurde 1937/38 „arisiert“ und als Tochter der Firma Richard Greiling AG geführt, die wiederum mehrheitlich zum Reemtsma-Konzern gehörte. Nach Übergang aller Markenrechte von Yramos auf Reemtsma wurde der Firmenname 1941 aus dem Handelsregister gelöscht.

## Geschichte
1890 gründete der Vater von Julius Lewin eine Zigaretten- und Tabakfabrikation in  Gollub (Provinz Westpreußen), in die er eintrat und sie später übernahm. Nach seiner Teilnahme am Ersten Weltkrieg verlegte er die Unternehmung 1919 nach Dresden an die Freiberger Straße. Hintergrund waren die besseren wirtschaftlichen Perspektiven, aber auch, da absehbar war, dass durch die Bestimmungen des Versailler Vertrages Gollub an Polen fallen sollte.
Seit 1922 nannte Lewin die Firma Orientalische Tabak- und Zigarettenfabrik „Yramos“ Julius Lewin (vereinfacht nur Yramos), die mit Qualitäts- und Markenzigaretten auf eine Jahresproduktion von etwa 500 Millionen Zigaretten kam. Dabei warb die Firma immer mit dem Spruch, dass Yramos „trust- und konzernfrei“, also unabhängig sei.
In den 1920er Jahren wurde sein Sohn Hermann Lewin, der sich zu einem hervorragenden Tabakkenner entwickelt hatte, Mitinhaber. Er festigte die Position des Unternehmens vor allem durch Qualitätszigaretten. 1932 erfolgte der Umzug in die ehemalige Zigarettenfabrik von Wilhelm Lande in der Striesener Laubestraße 24 um.
Hier beschäftigte Yramos etwa 200 Arbeiter und Angestellte in der Produktion. Etwa 40 auswärtige Vertreter waren für den Vertrieb zuständig. Der Verkauf erfolgte vor allem in Sachsen, Thüringen, Schlesien und im Raum Hannover. Produziert wurden insbesondere vom Aroma her „leichte“ Zigaretten, deren erfolgreichste die Marken Türkisch-8, Avus, Senat und Bayerngold waren. Das zeitgemäße Marketing war auch bei dieser Firma die Herausgabe von Sammelbildern. Zusätzlich wurden Kartenspiele und gläserne Aschenbecher eingesetzt. Diese seien mit „Deutsche Heimat“ und „Olympiade 1936“ mit jeweils 16 Bänden für eine mittelständische Firma durchaus beachtlich gewesen.
Da beide Lewins religiös waren, wurde am Sonnabend nicht gearbeitet und die Sabbatruhe eingehalten. Die damals üblichen 48 Wochenstunden wurden im Rahmen einer Fünf-Tage-Woche aufgeteilt.
Hermann und Julius Lewin versuchten, trotz des Judenboykotts nach der nationalsozialistischen Machtergreifung, das Unternehmen weiterzuführen, wenngleich der Einkauf erstklassiger Rohtabake nicht mehr möglich war. Gleichwohl trat man der Interessengemeinschaft Zigarettenindustrie bei. Trotz ungünstiger Bedingungen war für Yramos zunächst noch eine garantierte Marktquote (300 Millionen Stück pro Jahr) vorgesehen. Zwischen 1936 und 1937 fiel jedoch der Umsatz von 88 Millionen auf 42 Millionen Stück. Ende 1937 stimmte Hermann Lewin seinem Sohn zu, das Unternehmen, in dem viele Juden beschäftigt waren, nach einer Gestapo-Razzia zu veräußern.
Im März 1938 kaufte der Reemtsma-Konzern die Firma, den Kaufpreis konfiszierte der NS-Staat. Die Firma Yramos wurde als Tochter der Richard Greiling AG, nunmehr als Yramos GmbH zunächst noch weitergeführt. Die neuen Besitzverhältnisse wurden durch Überstempelung aufgedruckt („Achtung, ab 1. April rein arische Firma“).
Nachdem 1941 die Markenrechte auf die nunmehrige Richard Greiling KG überschrieben waren, wurde der Firmenname von Yramos aus dem Handelsregister gelöscht.
Bis zum Ende des Zweiten Weltkriegs wurde die Zigarettenproduktion fortgeführt. Nach 1945 wurde das Unternehmen verstaatlicht und als Zweigbetrieb des VEB Vereinigte Dresdner Zigarettenfabriken geführt. 1990 wurde die Produktion eingestellt und der Standort Laubestraße 24 aufgegeben.